# Saint-Georges-Armont
Saint-Georges-Armont település Franciaországban, Doubs megyében. Lakosainak száma 125 fő (2022. január 1.). Saint-Georges-Armont Pompierre-sur-Doubs, Anteuil, Rang és Pays-de-Clerval községekkel határos.

## Népesség
A település népessége az elmúlt években az alábbi módon változott:
| Lakosok száma | 54   | 73   | 94   | 97   | 119  | 118  | 120  | 124  | 124  | 125  |
|               | 1968 | 1982 | 1990 | 2006 | 2013 | 2015 | 2017 | 2019 | 2020 | 2022 |